# ジョアンナ・サウスコット

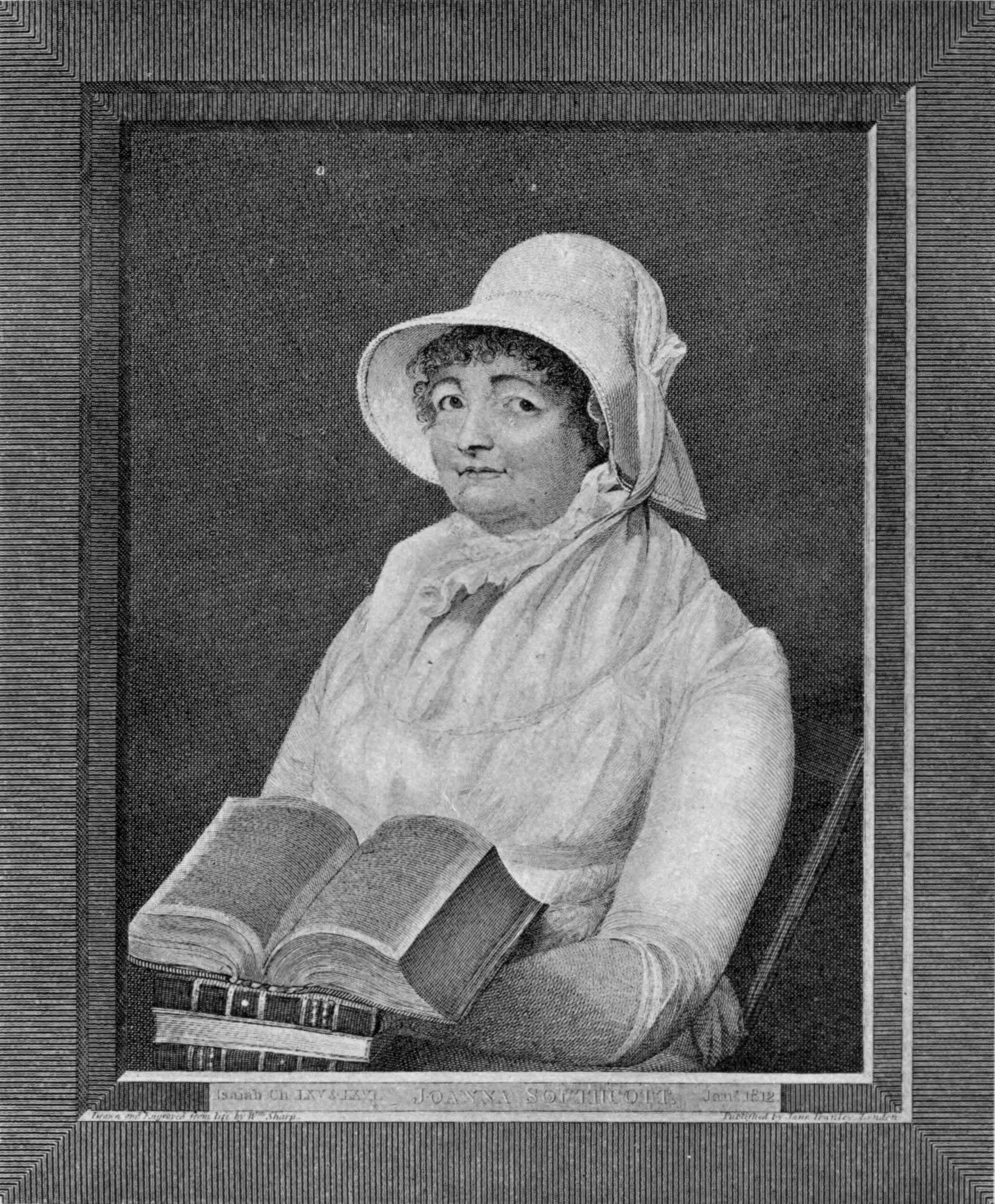
ジョアンナ・サウスコット

ジョアンナ・サウスコット（Joanna SouthcottあるいはSouthcote、1750年 - 1814年12月27日）は、イギリスの自称宗教預言者である。

## 生涯
イングランドのデヴォン州で農家の娘として生まれ、エクセターで女中として長く働いていた。もともとはメソジスト派だったが、1792年に超自然的な才能を有していることを確信し、押韻詩の形式で預言を書き、聖書のヨハネの黙示録第12章1節～6節の描写は自分を指しているとした。
彫刻師ウィリアム・シャープの依頼によりロンドンに来てからは、12シリングから1ギニーの料金で、144,000人の選民への運命を定めるようになった。64歳になると、創世記第49章10節のシロを新たなメシアとして産むだろうと断言した。その誕生日は1814年10月19日とされたが、シロはその日には現われず、彼女のトランス状態の形で表現された。
それからほどなく彼女は死去した。死亡日は公式には1814年12月27日とされたが、実際には前日の26日には死んでいたらしい。彼女の信奉者は、彼女が死後に蘇るだろうと思い、その遺体をしばらく置いていたが、腐敗が始まったので、埋葬だけは行われた。

## 預言の箱
1814年の彼女の死では、その運動は終結しなかった。Southcottiansとよばれた彼女の信者は、一時期は10万人を超えたが、19世紀の終わりころにはかなり減少するに至った。アン・エッサムという女性は、「ジョアンナ・サウスコットの真正な文書の印刷、出版および宣伝」のために、巨額の遺産を遺した。その遺言の効力は1861年に姪によって争われ、その根拠として、当該文書の内容が冒瀆的であること、および、当該遺贈が死手法に違反していることが主張された。衡平法裁判所は冒瀆的であるか否かについて判断を拒絶したが、死手法違反でありしたがって無効であることを認めた。
彼女の預言は、国難の時にだけ開かれるという指示とともに、ジョアンナ･サウスコットの箱として知られる封印された木箱に残され、サウスコットの預言の研究に時間をかけることになっていた24人の英国国教会の主教の立ち合いでのみ開くことができるとされた。クリミア戦争の際、および第一次世界大戦の際に、これを開くように、全教区への説得が行われた。結局、1927年にある高位聖職者が説得されて、逡巡しながらもその箱を開いた。しかし、箱の中にはいくつかのがらくた、取りに足りない文書、宝くじ、馬上短銃などが入っていただけだった。
サウスコットの信者たちは、これに対して、それが偽物の箱だったと主張した。1960年代から1970年代にかけて、信者たちは屋外広告や新聞広告などで、一大キャンペーンを行った。ベッドフォードのパナシア・ソサエティをはじめとする、熱心な信者たちは、これらの広告で24人の主教にサウスコットの箱を開けさせようとした。彼らは「戦争、疫病、犯罪や強盗、国家の困窮や難局は、主教たちがジョアンナ・サウスコットの箱を開けるまで増え続ける ( War, disease, crime and banditry, distress of nations and perplexity will increase until the Bishops open Joanna Southcott's box. ) 」をスローガンとした。パナシア・ソサエティによると、真の箱は、主教たちとの会見が予定されたときにだけ明らかにされる、安全な秘密の場所に保管されている。サウスコットは審判の日は2004年に来ると予言し、彼女の信者は、箱の中身があらかじめ研究されていなければ、世界は何の準備もなくそれに直面することになると述べた。
パナシア・ソサエティの努力は、今のところ成功していない。英国国教会は公式に、箱を開けることに参加することは、この事件に不必要な一般の関心を呼び起こすことになるだろうとコメントしている。サウスコットの箱については、1970年代の「空飛ぶモンティ・パイソン」での描写のように、イギリスでは笑いの題材になってきている。